# Croix Rouge de Baix
La croix Rouge de Baix est une croix située à Baix, en France.

## Localisation
La croix est située sur la commune de Baix, dans le département français de l'Ardèche.

## Historique
L'édifice est classé au titre des monuments historiques en 1983.